# 헬렌 환초

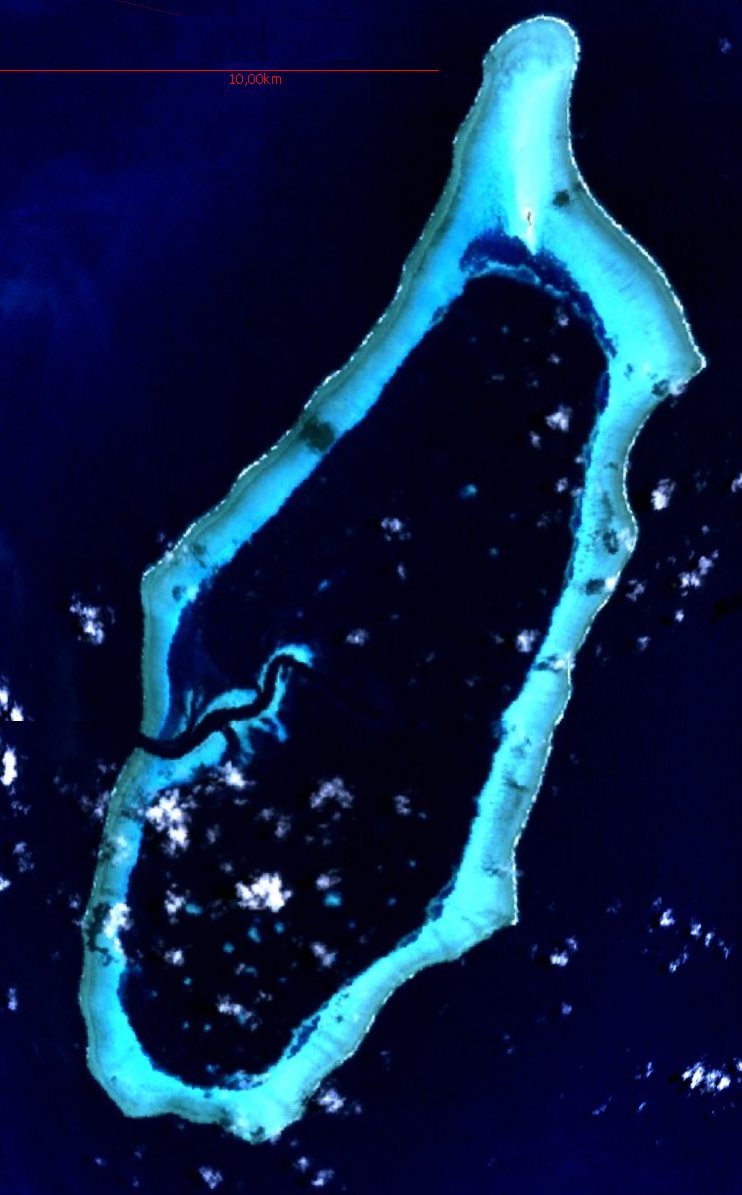
헬렌 환초

헬렌 환초(Helen Reef)는 서부 태평양에 있는 환초로, 팔라우의 하토호베이주에 속한다. 호트사리히에(Hotsarihie)라고도 한다.
길이는 남북으로 25km, 폭은 10km 정도이며, 산호초의 면적은 163km2이다. 토비섬으로부터 동쪽으로 75km 정도에 위치한다. 북부에 헬렌섬이 존재하며, 길이는 남북으로 400m, 면적은 0.03km2이다.